# Cordilheira de Domeyko
A Cordilheira de Domeyko é uma cordilheira do norte do Chile, nas regiões de Antofagasta e Atacama. Estende-se entre as cordilherias da Costa e dos Andes. Constitui a fronteira natural entre o deserto do Atacama, a oeste, e a Punta de Atacama, ao leste. Os picos mais elevados são o Quimal (4.302 m) e o Doña Inés (5.070 m) de altitude.

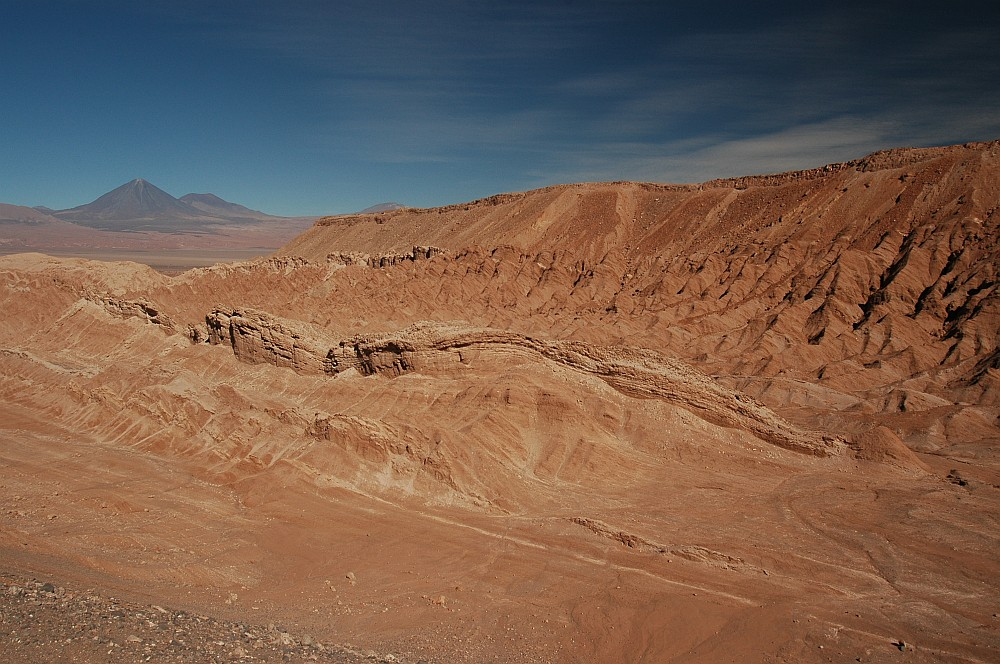
Cordilheira de la Sal, parte da Cordilheira de Domeyko

O nome da cordilheria é em homenagem a Ignacy Domeyko.